# 2M1510
2M1510 — тройная или, возможно, четверная система из коричневых карликов, состоит из затменно-двойной звезды 2M1510A и удалённого компаньона 2M1510B. 2M1510A оказалась затменной двойной звездой, сведения об этом были получены при обработке первых данных телескопов SPECULOOS. По состоянию на начало марта 2020 года это только вторая известная затменная двойная звезда, состоящая из коричневых карликов, второй является 2M0535-05. Данные об объекте подтвердили теоретические модели охлаждения коричневых карликов. Звёздная система расположена на расстоянии 120 световых лет от Солнца в созвездии Весов.

## Признаки молодости системы
2M1510A обладает эмиссионными линиями H-альфа в спектре, что считается признаком молодости системы. Звёздная система также принадлежит ассоциации Аргуса возрастом 45 ± 5 миллионов лет, коричневые карлики обладают низкой поверхностной гравитацией, что является дополнительным свидетельством молодости системы.

## Система коричневых карликов
2M1510A и 2M1510B разделены расстоянием 250 а. e., благодаря чему в обзоре 2MASS получилось разрешить их по отдельности. Компоненты внутренней затменной двойной системы называются 2M1510Aa и 2M1510Ab. Несмотря на используемые в обозначениях маленькие буквы, входящие в двойную объекты являются не планетами, а коричневыми карликами, в которых горит дейтерий. 2M1510A не только затменная двойная, но также спектральная двойная с раздваивающимися линиями в спектре. К такому выводу исследователи пришли после анализа последующих наблюдений в обсерватории Кека. Другие наблюдения также показали, что 2M1510Aa и 2M1510Ab обладают очень похожими массами. 2M1510Aa имеет массу около 40 MJ, а 2M1510Ab обладает массой около 39 MJ. Объекты обращаются друг вокруг друга с периодом около 20,9 дней. Также источник 2M1510A обладает вытянутой формой функции рассеяния точки при наблюдениях на инструменте VLT/SINFONI. Название коричневых карликов в работе Calissendorff и др. 2019 отличается от общепринятого, компаньон назван 2M1510B (здесь и далее: 2M1510B'). 2M1510B обладает массой 17,68+4,20
−2,10 MJ и находится на расстоянии 4.4 а. е. от 2M1510A, обращаясь вокруг центральной двойной с периодом 30 лет. Triaud и коллеги (2020) не учитывали этот результат, считая его возможным шумом при наблюдениях затменной двойной, усложняющим проверку моделей охлаждения звёзд.